# Colin Williams
Colin Henry Williams (* August 1952) ist ein britischer anglikanischer Theologe. Von 2005 bis 2010 war er Generalsekretär der Konferenz Europäischer Kirchen (KEK), von 2015 bis 2019 Erzdiakon der Kirche von England für Deutschland und Skandinavien.

## Leben und Wirken
Colin Williams studierte Rechtswissenschaften in Oxford und arbeitete als Rechtsanwalt in Wigan, bis er sich zum Studium der Theologie in Oxford entschloss. Im Jahre 1981 wurde er als Geistlicher der Kirche von England ordiniert. Er war Seelsorger im Gemeindedienst in Liverpool und in Poulton-le-Fylde sowie zwischenzeitlich, von 1984 bis 1989, Hausgeistlicher (Domestic Chaplain) des Bischofs von Blackburn.
Von 1999 bis 2005 war er Erzdiakon (Archdeacon) von Lancaster in der Diözese Blackburn. In diesem Amt widmete er sich besonders der Stärkung der ökumenischen Zusammenarbeit. Zudem war er als Erzdiakon u. a.:
- Mitglied der Meissen-Kommission, deren Ziel es ist, die Verbindungen zwischen der Kirche von England und der Evangelischen Kirche in Deutschland weiterzuentwickeln
- Mitglied der Generalsynode der Kirche von England
- Mitglied des Rates für christliche Einheit (Council for Christian Unity) der Kirche von England

Im Jahr 2005 wurde Williams als Nachfolger von Keith W. Clements zum Generalsekretär der Konferenz Europäischer Kirchen mit Sitz in Genf gewählt. Seine Amtszeit endete 2010.
Anschließend, von 2010 bis 2015, war er Leitender Geistlicher (Team Rector) der anglikanischen Gemeinden in Ludlow und Umgebung.
Von 2015 bis 2019 war er „Erzdiakon für Deutschland und Skandinavien“ mit Sitz in Frankfurt am Main in der Diözese in Europa der Kirche von England.